# Igazság Párt (Dél-Korea)
Az Igazság Párt (hangul: 정의당, Csongidang, handzsa: 正義黨, RR: Jeonguidang) egy szociáldemokrata párt a dél-koreai politikában. 2012 októberében alapították, a 2016-os nemzetgyűlési választásokon 6 mandátumot szerzett.